# 灯笼花
灯笼花（学名：Agapetes lacei），为杜鹃花科树萝卜属下的一个植物种。